# Кондря (Васлуй)
Кондря (рум. Condrea) — село у повіті Васлуй в Румунії. Входить до складу комуни Лунка-Банулуй.
Село розташоване на відстані 286 км на північний схід від Бухареста, 38 км на схід від Васлуя, 83 км на південний схід від Ясс, 124 км на північ від Галаца.

## Населення
За даними перепису населення 2002 року у селі проживали 63 особи, усі — румуни. Усі жителі села рідною мовою назвали румунську.